# Биркхоф (лунный кратер)
Кратер Биркхоф (англ. Birkhoff) — гигантский ударный кратер в северном полушарии обратной стороны Луны. Название дано в честь американского математика Джорджа Дэвида Биркхофа (1884—1944) и утверждено Международным астрономическим союзом в 1970 г. Образование кратера относится к донектарскому периоду.

## Описание кратера
Ближайшими соседями кратера являются кратер Роуланд на западе; кратер Зоммерфельд на северо-востоке; кратер Стеббинс на севере; кратер Вант-Гофф на северо-востоке и кратер Карно на юге. Селенографические координаты центра кратера — 58°27′ с. ш. 145°39′ з. д. / 58,45° с. ш. 145,65° з. д., диаметр — 330 км, глубина — около 3 км.
За время своего существования кратер претерпел значительные разрушения последующими импактами, перекрыт множеством кратеров различных размеров. Вал кратера практически сравнялся с окружающей пересеченной местностью. В северо-западной части чаши кратера находится сателлитный кратер Биркхоф X, в юго-западной части чаши — сателлитный кратер Биркхоф Q. Последний соединен невысоким хребтом с парой сателлитных кратеров, Биркхоф K и L, в восточной части чаши. В северной части чаши располагаются сателлитные кратеры Биркхоф Z и Y. Дно чаши кратера ровное лишь в отдельных местах, в остальном представляет собой пересеченную местность.

## Сателлитные кратеры
| Биркхоф | Координаты                                              | Диаметр, км |
| ------- | ------------------------------------------------------- | ----------- |
| K       | 57°24′ с. ш. 144°49′ з. д. / 57,40° с. ш. 144,81° з. д. | 58,2        |
| L       | 56°20′ с. ш. 145°20′ з. д. / 56,34° с. ш. 145,34° з. д. | 35,1        |
| M       | 54°30′ с. ш. 145°04′ з. д. / 54,50° с. ш. 145,06° з. д. | 25,3        |
| Q       | 56°11′ с. ш. 151°04′ з. д. / 56,19° с. ш. 151,07° з. д. | 45,4        |
| R       | 57°17′ с. ш. 153°25′ з. д. / 57,28° с. ш. 153,41° з. д. | 25,7        |
| X       | 61°37′ с. ш. 150°25′ з. д. / 61,62° с. ш. 150,42° з. д. | 76,6        |
| Y       | 59°30′ с. ш. 146°59′ з. д. / 59,50° с. ш. 146,98° з. д. | 25,4        |
| Z       | 60°59′ с. ш. 145°53′ з. д. / 60,98° с. ш. 145,88° з. д. | 28,6        |

- Образование сателлитных кратеров Биркхоф K, L и Q относится к нектарскому периоду[1].
- Образование сателлитного кратера Биркхоф X относится к донектарскому периоду[1].
- Образование сателлитного кратера Биркхоф Z относится к коперниковскому периоду[1].